# Ibric

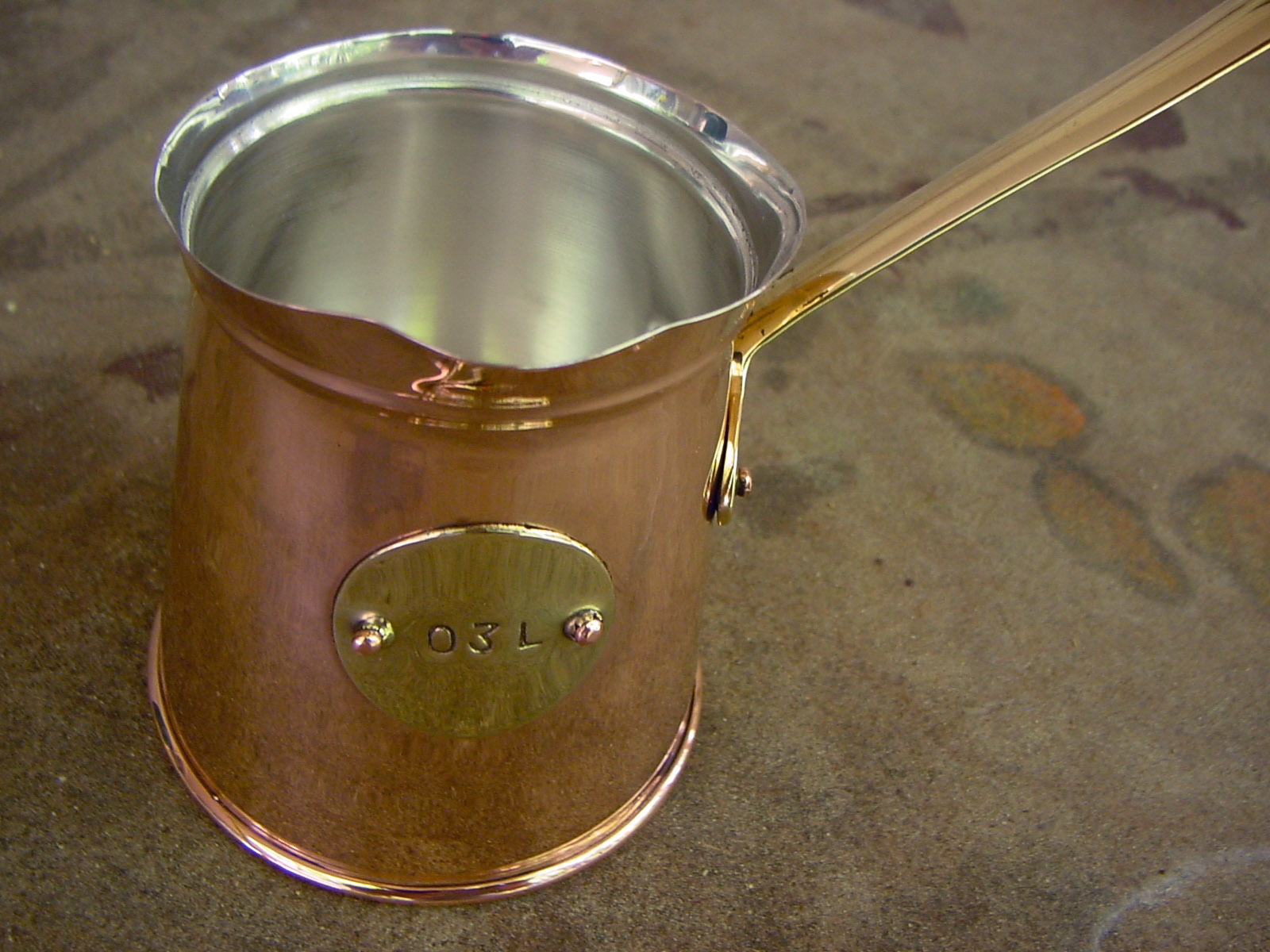
Ibric

Ibricul este o ustensilă de bucătărie folosită în special pentru fiertul cafeaei, dar și pentru încălzirea altor lichide. Cel mai adesea, este un vas de metal, de formă cilindrică sau de trunchi de con cu baza mare jos, dotat cu cioc pentru turnare și un mîner lung pentru manevrare în siguranță.
Cuvântul „ibric” a intrat în limba română din limba turcă, fiind adus probabil de turci împreună cu obiceiul de a bea cafea. În limba turcă, ibrik are atât sensul de ibric, cât și cel de cană sau recipient pentru lichide.
Ibricele moderne sunt realizate din diferite materiale: cupru, inox, aluminiu, email sau ceramică. Cele tradiționale din cupru cositorit sunt apreciate în mod deosebit în prepararea cafelei la nisip, o metodă populară în Turcia și Orientul Mijlociu. Mărimea ibricului variază în funcție de cantitatea de cafea dorită, existând modele de la 1 până la 6 cești sau chiar mai mari.

## Utilizare
Pentru prepararea cafelei, se adaugă apă rece, zahăr după gust și cafea măcinată fin. Compoziția se amestecă și se pune ibricul pe foc mic. Spuma care se formează este un semn caracteristic al cafelei turcești autentice. După prima ridicare a spumei, ibricul poate fi luat de pe foc și, opțional, pus din nou pentru o spumare suplimentară.

## Ibricul vs. alte vase similare

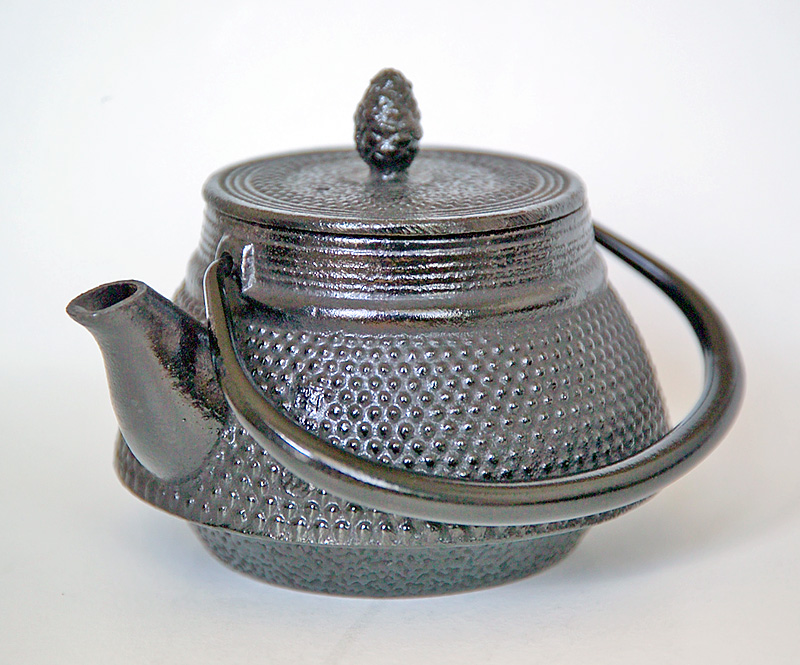
Ceainic japonez Tetsubin din 1571

Pentru prepararea ceaiului se poate folosi un ceainic, care se deosebește de ibric prin faptul că are toartă și capac. Ceainicul este conceput mai ales pentru infuzie, nu pentru fierberea directă a conținutului, deși unele modele pot fi utilizate și la fiert. Spre deosebire de ibric, acesta are o deschidere mai mare și o construcție orientată spre păstrarea căldurii și a aromei frunzelor de ceai.

## Variante regionale
- În Orientul Mijlociu, ibricele sunt adesea ornamentate și utilizate în ceremonii ale cafelei.
- În Balcani, cafeaua la ibric este o tradiție răspândită, mai ales în România, Bulgaria, Serbia, Bosnia și Grecia.
- În Etiopia, un vas similar numit jebena este folosit pentru prepararea cafelei în cadrul unei ceremonii elaborate.